# 傅吉祥
傅吉祥（1968年7月—），浙江绍兴人，中国数学家。复旦大学数学学院教授，主要研究领域为复几何。1997年获原杭州大学理学博士学位。2015年获得中国数学会第十五届陈省身数学奖。